# Christophe Manon
Christophe Manon est un poète français né le 19 mars 1971 à Bordeaux.

## Biographie
Christophe Manon a notamment publié l’idieu (2007), Protopoèmes (2009), Univerciel (2009), Qui vive (2010), Testament, d’après François Villon (2011), et a participé à l’anthologie Le Jardin ouvrier présentée par Ivar Ch’Vavar (2008).
Depuis 1999, il collabore à de nombreuses revues (Fusées, Java, Le Bout des Bordes, Action poétique, Exit, Le Jardin ouvrier, Ffwl, ainsi que Ouste, Passages, Boxon, L’Armée noire, Grumeaux, etc.) et se produit régulièrement dans des lectures publiques en France et hors de France. Il a codirigé les éditions ikko et la revue Mir.
Il a été en résidence à la bibliothèque Marguerite-Audoux (Paris 3e).
En 2015, à l'occasion de la parution de Extrêmes et lumineux aux éditions Verdier, il reçoit le prix Révélation de la SGDL. Cette œuvre ouvre un cycle de trois ouvrages, avec Pâture de vent en 2019 puis Porte du Soleil en 2023. Ce troisième opus est récompensé en 2024 du Prix Heredia de l'Académie française. 
Il intervient lors d'ateliers d'écriture et de création littéraire à l'École nationale supérieure d'arts de Paris-Cergy.  

## Publications

### Poésie
- Ruminations, Atelier de l’agneau, 2002
- Cyberhaïku, L’Attente, 2004
- La Mamort (avec Michel Valprémy), Atelier de l’agneau, 2004
- Grande Beuverie de poètes au ciel, Le Clou dans le fer, 2006
- L’éternité, Dernier Télégramme, 2006
- Constellations, avec un CD, musique motif_r et yod, Ragage éditeur, 2006
- Fiat lux, MIX., 2006
- L’idieu, ikko, 2007
- Victoire sur les ténèbres, Dernier Télégramme, 2008
- Protopoèmes, Atelier de l’agneau, 2009
- Univerciel, Nous, 2009
- Qui vive, Dernier Télégramme, 2010
- Ballades du temps jadis, Derrière la salle de bains, 2010
- Heureux qui n’en a pas, Derrière la salle de bains, 2010
- Extrême et lumineux, Derrière la salle de bains, 2011
- Cache-cache, Derrière la salle de bains, 2012
- Extrêmes et lumineux, Verdier, 2015
- Au nord du futur, Nous, 2016
- Jours redoutables, les Inaperçus, 2017
- Vie & opinions de Gottfried Gröll, Dernier Télégramme, 2017
- Mauvais chiendent, littérature mineur, 2018
- Qui vive, nouvelle édition revue et corrigée, suivie de Missive du Conseil autonome des partisans rouges et de Derniers Télégrammes, Dernier Télégramme, 2018
- Pâture de vent, Verdier, 2019
- Testament, d’après François Villon, Éditions Léo Scheer, 2011 ; nouvelle édition[10] revue par l’auteur avec un cd - lecture de l’auteur, musique de Thierry Müller, illustrations d'Anne Van der Linden, coédition avec BISOU[11], Dernier Télégramme, 2020
- Provisoires, Nous, 2022
- Porte du Soleil, Verdier, 2023 ; Prix Heredia de l'Académie française
- Tout disparaîtra, éditions Sun/Sun avec le Musée Albert-Khan, coll. « Fléchette »,  2024
- Signes des temps, éditions Héros-Limite, 2024
- Un amour, Dernier Télégrame, 2025

### Anthologie (dir.)
- Ivar Ch'Vavar & camarades, Le Jardin ouvrier, Flammarion, 2008 [sur la revue publiée entre 1995 et 2003]

### Sous pseudonyme (Gottfried Gröll)
- Vie & opinions, Le Quartanier, 2007
- En revues : remue.net[12],[13], Overwritting

## Prix et distinctions
- 2015 : prix de la Révélation de la SDGL pour Extrêmes et lumineux
- 2023 : prix des Découvreurs pour Provisoires
- 2024 : prix Heredia de l'Académie française pour Porte du Soleil[14]